# Lomaptera annae
Lomaptera annae är en skalbaggsart som beskrevs av Heller 1899. Lomaptera annae ingår i släktet Lomaptera och familjen Cetoniidae. Inga underarter finns listade i Catalogue of Life.